# Géraldine Danon
Pour les articles homonymes, voir Danon.
Géraldine Danon, née le 1er novembre 1968 à Boulogne-Billancourt, est une actrice et réalisatrice française.

## Biographie
Géraldine Danon, actrice et réalisatrice française est la fille de Raymond Danon et la filleule d'Alain Delon.
Elle joue en France et à l'étranger : avec Jeanne Moreau, Michel Serrault, avec qui elle a fait trois films (À mort l'arbitre, Le Furet, La Vieille qui marchait dans la mer), Gene Hackman, Alain Delon, Jacques Villeret et Michel Piccoli.
Elle a eu pendant sept ans un restaurant à Montmartre : La Divette du Moulin.
Elle transforme en théâtre le Ciné 13, propriété de Claude Lelouch à Montmartre, et en a assuré la direction et la programmation pendant plusieurs années.
Elle a d'abord vécu avec l'acteur Jacques Penot dans les années 1980. Elle a ensuite été la compagne de Titouan Lamazou dont elle a eu un fils, Loup. Elle est mariée depuis 2006 à Philippe Poupon. Ils ont eu deux filles, Marion et Laura.
Elle met, durant quelques années, sa carrière de comédienne entre parenthèses pour suivre son époux Philippe Poupon de l'Arctique à l'Antarctique, sur leur voilier Fleur australe avec leurs enfants. Elle tire de cette expérience huit livres dont Une Fleur dans les glaces, Le Continent inconnu et Sur la route des pôles (éditions Gallimard). Elle signe aussi La nuit n'est jamais aussi noire qu'avant l'aube (Michel Lafon, 2017) et Fille à Papa aux éditions du Cherche Midi en 2020.
Elle revient au théâtre fin 2014 en interprétant le rôle de la philosophe Edith Stein dans une pièce de Maryse Wolinski au théâtre Déjazet puis en 2020 dans une pièce seule en scène Groenland de Pauline Sales, mise en scène par Pierre Pradinas et Florence Vignon, performance saluée par la critique.
Elle réalise une vingtaine de documentaires sur l'expédition à bord de Fleur Australe, diffusés sur les chaînes Voyage, France 3, puis TF1. Ses films réunissent quatre millions de spectateurs à chaque diffusion[réf. nécessaire].

## Filmographie

### Actrice

#### Cinéma
- 1984 : À mort l'arbitre de Jean-Pierre Mocky : Cathy
- 1984 : Jeans Tonic de Michel Patient : Aphrodite
- 1985 : A.I.D.S. Trop jeune pour mourir (Gefahr für die Liebe - Aids) de Hans Noever : Jessica
- 1989 : Erreur de jeunesse de Radovan Tadic : Françoise
- 1990 : L'Autrichienne de Pierre Granier-Deferre : Rosalie
- 1991 : Company Business de Nicholas Meyer : Natasha Grimaud
- 1991 : La Vieille qui marchait dans la mer de Laurent Heynemann : Noémie
- 1992 : Catorce estaciones d'Antonio Giménez Rico : Luise
- 1995 : L'Anniversaire (court métrage) de Cyril Bedel :
- 1995 : Un jour ou l'autre (court métrage) de Laurent Brochand
- 1996 : 4 hombres y un ataud de Pericles Mejía : Evelyn
- 2000 : L'Extraterrestre de Didier Bourdon : la commandante
- 2000 : La Dame pipi (court métrage) de Jacques Richard
- 2001 : Gun ! (court métrage) de Stéphane Guénin : Présidente des Etats-Unis d'Amérique
- 2002 : And Now... Ladies and Gentlemen de Claude Lelouch : la serveuse de l'American Dream
- 2003 : Le Furet de Jean-Pierre Mocky : Kitty
- 2004 : Les Parisiens de Claude Lelouch
- 2008 : Un printemps à Paris de Jacques Bral : Cécile
- 2016 : Sélection officielle de Jacques Richard : Ivane

#### Télévision
- 1992 : La Vie crevée de Guillaume Nicloux : Alice
- 1999 : Le G.R.E.C., neuf épisodes : Commissaire divisionnaire Séverine Letellier
- 2002 : Fabio Montale (mini-série télévisée) de José Pinheiro, épisode 2 Chourmo : Pavie
- 2003 : Nestor Burma, épisode La Marieuse était trop belle de Laurent Carcélès : Evelyne Monnier
- 2003-2004 : Frank Riva, quatre épisodes : Alberta Olivieri
- 2005 : Quai numéro un, épisode Surenchère de Patrick Jamain : Eliane Chapp
- 2005 : Léa Parker, saison 2, épisode 10 Double Jeu de Jean-Pierre Prévost : Karine Magnan
- 2011 : RIS police scientifique, saison 6, épisode 3 Requiem assassin de Jean-Marc Thérin : Maud

### Réalisatrice
- 2023 : Flo réalisation ( sélection officielle Cannes 2023 )
- Théâtre : Les veufs de Louis Calaferte

## Théâtre
- 1998 : Mademoiselle Julie d'August Strindberg
- 2000 : Footeur de merde ! de Grégoire Aubert
- 2001 / 2002 : Sale type de Sylvie Cohen : seule en scène
- 2003 : De vrais amis de Serge Adam
- 2003 : Une jeunesse de passage de Stéphane Y. Braka
- 2003 : Pour en découdre de Marc-Michel Georges
- 2014 : Edith S. de Maryse Wolinski[3]
- 2019 : Groenland de Pauline Sales, mise en scène Pierre Pradinas et Florence Vignon

## Publications
- Une fleur dans les glaces : le passage du Nord-Ouest en famille, Paris, Éditions Robert Laffont, 2010, 216 p. (ISBN 978-2-221-11439-1).
- Fleur Australe, Paris, Éditions Arthaud, 2012, 238 p. (ISBN 978-2-08-127017-6).
- La Route des pôles, Paris, Éditions Gallimard, 2012.
- Le Continent inconnu, Paris, Éditions Arthaud, 2013.
- Grand Sud, Paris, Édition Gallimard, 2014.
- Fleur Australe sous les tropiques, Paris, Édition Gallimard, 2015.
- La nuit n'est jamais aussi noire qu'avant l'aube, Paris, Michel Lafon, 2017.
- Fille à papa, Paris, Le Cherche-Midi, 2019.